# Sportvereinigung Bayer 04 Leverkusen 1979-1980
Questa voce raccoglie le informazioni riguardanti la Sportvereinigung Bayer 04 Leverkusen nelle competizioni ufficiali della stagione 1979-1980.

## Stagione
Nella stagione 1979-1980 il Bayer Leverkusen, allenato da Willibert Kremer, concluse il campionato di Bundesliga al 12º posto. In Coppa di Germania il Bayer Leverkusen fu eliminato al secondo turno dal Norimberga.

## Rosa
| N. |                     | Ruolo | Calciatore            |
| -- | ------------------- | ----- | --------------------- |
|    | Germania (bandiera) | P     | Fred-Werner Bockholt  |
|    | Germania (bandiera) | P     | Hubert Makel          |
|    | Germania (bandiera) | D     | Dietmar Demuth        |
|    | Germania (bandiera) | D     | Andreas Fehse         |
|    | Germania (bandiera) | D     | Jürgen Gelsdorf       |
|    | Germania (bandiera) | D     | Thomas Hörster        |
|    | Germania (bandiera) | D     | Peter Klimke          |
|    | Germania (bandiera) | D     | Willi Korth           |
|    | Germania (bandiera) | D     | Walter Posner         |
|    | Germania (bandiera) | D     | Hans-Jürgen Scheinert |
|    | Germania (bandiera) | C     | Klaus Bruckmann       |

| N. |                     | Ruolo | Calciatore       |
| -- | ------------------- | ----- | ---------------- |
|    | Germania (bandiera) | C     | Kurt Eigl        |
|    | Germania (bandiera) | C     | Jürgen Glowacz   |
|    | Germania (bandiera) | C     | Harry Gniech     |
|    | Germania (bandiera) | C     | Peter Hermann    |
|    | Germania (bandiera) | C     | Klaus Meul       |
|    | Germania (bandiera) | C     | Norbert Ziegler  |
|    | Germania (bandiera) | A     | Christian Beer   |
|    | Germania (bandiera) | A     | Matthias Brücken |
|    | Germania (bandiera) | A     | Dieter Herzog    |
|    | Germania (bandiera) | A     | Klaus Schulze    |
|    | Germania (bandiera) | A     | Peter Szech      |

## Organigramma societario
Area tecnica
- Allenatore: Willibert Kremer
- Allenatore in seconda:
- Preparatore dei portieri:
- Preparatori atletici:

## Calciomercato

### Sessione estiva
| Acquisti | Acquisti       | Acquisti  | Acquisti |
| R.       | Nome           | da        | Modalità |
| -------- | -------------- | --------- | -------- |
| D        | Dietmar Demuth | St. Pauli |          |
| C        | Kurt Eigl      | Darmstadt |          |
| C        | Jürgen Glowacz | Colonia   |          |

| Cessioni | Cessioni | Cessioni | Cessioni |
| R.       | Nome     | a        | Modalità |
| -------- | -------- | -------- | -------- |

### Sessione invernale
| Acquisti | Acquisti | Acquisti | Acquisti |
| R.       | Nome     | da       | Modalità |
| -------- | -------- | -------- | -------- |

| Cessioni | Cessioni | Cessioni | Cessioni |
| R.       | Nome     | a        | Modalità |
| -------- | -------- | -------- | -------- |

## Risultati

### Bundesliga

#### Girone di andata
| Arbitro: | Meuser |

|                                         |           |                   |
| Dürnberger 3’ Rummenigge 12’ Janzon 59’ | Marcatori | 62’ (rig.) Demuth |

| Arbitro: | Schmoock |

|                    |           |              |
| Eigl 19’ Szech 28’ | Marcatori | 86’ Agerbeck |

| Arbitro: | Waltert |

|                                                       |           |  |
| Dietz 23’ Fruck 28’ Seliger 34’ Kempe 78’ Büssers 80’ | Marcatori |  |

| Arbitro: | Ross |

|                                |           |          |
| Glowacz 27’, 49’ Bruckmann 83’ | Marcatori | 40’ Geye |

| Arbitro: | Walz |

|                               |           |  |
| Pezzey 22’ Körbel 42’ Cha 80’ | Marcatori |  |

| Arbitro: | Treib |

|               |           |            |
| Bruckmann 71’ | Marcatori | 82’ Müller |

| Arbitro: | Engel |

|              |           |            |
| Reinders 44’ | Marcatori | 22’ Herzog |

| Arbitro: | Joos |

|          |           |           |
| Eigl 55’ | Marcatori | 7’ Zimmer |

| Arbitro: | Heitmann |

|                          |           |                         |
| Herberth 28’ Stering 33’ | Marcatori | 34’ Posner 66’ Gelsdorf |

| Arbitro: | Hennig |

|                        |           |                 |
| Hörster 24’ Herzog 59’ | Marcatori | 22’ Burgsmüller |

| Arbitro: | Roth |

|             |           |             |
| Schmitz 55’ | Marcatori | 18’ Hermann |

| Arbitro: | Horeis |

|          |           |                             |
| Szech 8’ | Marcatori | 27’, 29’ Müller 42’ Förster |

| Arbitro: | Luca |

|                             |           |                   |
| Erler 21’ Worm 44’ Borg 52’ | Marcatori | 64’ (rig.) Demuth |

| Arbitro: | Burgers |

|                                   |           |                 |
| Demuth 5’, 43’ (rig.) Hermann 89’ | Marcatori | 30’ (rig.) Abel |

| Arbitro: | Schmoock |

|  |           |                |
|  | Marcatori | 40’, 71’ Szech |

| Arbitro: | Michel |

|                                       |           |  |
| Reimann 45’ Hrubesch 75’ Memering 82’ | Marcatori |  |

| Leverkusen 15 dicembre 1979, ore 15:30 CET 17ª giornata | Bayer Leverkusen | 0 – 0 referto | Borussia M'gladbach | Ulrich-Haberland-Stadion (15 000 spett.)\| Arbitro: \| Clajus \| |
| Arbitro:                                                | Clajus           |               |                     |                                                                  |

#### Girone di ritorno
| Arbitro: | Brückner |

|                   |           |  |
| Demuth 60’ (rig.) | Marcatori |  |

| Arbitro: | Messmer |

|                                  |           |  |
| Agerbeck 54’ Dörflinger 72’, 80’ | Marcatori |  |

| Arbitro: | Risse |

|                      |           |                         |
| Szech 25’ Demuth 73’ | Marcatori | 42’ Seliger 84’ Steiner |

| Arbitro: | Niemann |

|                                                |           |  |
| Melzer 65’ Wendt 68’ Neues 83’ (rig.) Geye 90’ | Marcatori |  |

| Arbitro: | Horstmann |

|                |           |                |
| Szech 15’, 84’ | Marcatori | 48’ Hölzenbein |

| Arbitro: | Walz |

|                                               |           |  |
| Strack 40’ Neumann 48’ Müller 87’ Willmer 90’ | Marcatori |  |

| Arbitro: | Walz |

|                                               |           |  |
| Gelsdorf 32’ Szech 47’ Hörster 82’ Posner 84’ | Marcatori |  |

| Arbitro: | Redelfs |

|                                |           |  |
| Funkel 76’ Gelsdorf 87’ (aut.) | Marcatori |  |

| Arbitro: | Meuser |

|            |           |  |
| Demuth 13’ | Marcatori |  |

| Arbitro: | Hontheim |

|                           |           |                   |
| Burgsmüller 23’ Geyer 70’ | Marcatori | 85’ (aut.) Wagner |

| Leverkusen 11 aprile 1980, ore 20:00 CEST 28ª giornata | Bayer Leverkusen | 0 – 0 referto | Fortuna Düsseldorf | Ulrich-Haberland-Stadion (15 000 spett.)\| Arbitro: \| Aldinger \| |
| Arbitro:                                               | Aldinger         |               |                    |                                                                    |

| Arbitro: | Linn |

|                                          |           |                              |
| Müller 14’ Martin 27’ (rig.), 74’ (rig.) | Marcatori | 29’ (rig.) Demuth 78’ Gniech |

| Arbitro: | Dreher |

|                           |           |                |
| Hermann 6’, 71’ Szech 25’ | Marcatori | 79’ Merkhoffer |

| Arbitro: | Schmoock |

|                                    |           |                         |
| Woelk 15’ Kaczor 28’ Abel 58’, 90’ | Marcatori | 31’ Hermann 75’ Brücken |

| Arbitro: | Walz |

|                        |           |  |
| Klimke 30’ Hermann 32’ | Marcatori |  |

| Arbitro: | Clajus |

|                       |           |              |
| Herzog 4’ Hörster 37’ | Marcatori | 19’ Memering |

| Arbitro: | Schmoock |

|                                               |           |                   |
| Schäfer 27’ Klimke 34’ (aut.) Nickel 60’, 73’ | Marcatori | 57’, 75’ Gelsdorf |

### Coppa di Germania
| Arbitro: | Meijerink |

|                 |           |                                                       |
| Gahr 32’ (rig.) | Marcatori | 27’ Brücken 58’ Herzog 67’ (rig.) Gelsdorf 89’ Demuth |

| Arbitro: | Quindeau |

|                                                                         |           |                               |
| Weyerich 16’ Hintermaier 23’ Lieberwirth 61’ Heidenreich 73’ Täuber 83’ | Marcatori | 56’ (rig.) Demuth 80’ Brücken |

## Statistiche

### Statistiche di squadra
| Competizione      | Punti | In casa | In casa | In casa | In casa | In casa | In casa | In trasferta | In trasferta | In trasferta | In trasferta | In trasferta | In trasferta | Totale | Totale | Totale | Totale | Totale | Totale | DR  |
| Competizione      | Punti | G       | V       | N       | P       | Gf      | Gs      | G            | V            | N            | P            | Gf           | Gs           | G      | V      | N      | P      | Gf     | Gs     | DR  |
| ----------------- | ----- | ------- | ------- | ------- | ------- | ------- | ------- | ------------ | ------------ | ------------ | ------------ | ------------ | ------------ | ------ | ------ | ------ | ------ | ------ | ------ | --- |
| Bundesliga        | 32    | 17      | 11      | 5       | 1       | 30      | 14      | 17           | 1            | 3            | 13           | 15           | 47           | 34     | 12     | 8      | 14     | 45     | 61     | -16 |
| Coppa di Germania | -     | 0       | 0       | 0       | 0       | 0       | 0       | 2            | 1            | 0            | 1            | 6            | 6            | 2      | 1      | 0      | 1      | 6      | 6      | 0   |
| Totale            | 32    | 17      | 11      | 5       | 1       | 30      | 14      | 19           | 2            | 3            | 14           | 21           | 53           | 36     | 13     | 8      | 15     | 51     | 67     | -16 |

### Andamento in campionato
| Giornata  | 1  | 2  | 3  | 4  | 5  | 6  | 7  | 8  | 9  | 10 | 11 | 12 | 13 | 14 | 15 | 16 | 17 | 18 | 19 | 20 | 21 | 22 | 23 | 24 | 25 | 26 | 27 | 28 | 29 | 30 | 31 | 32 | 33 | 34 |
| --------- | -- | -- | -- | -- | -- | -- | -- | -- | -- | -- | -- | -- | -- | -- | -- | -- | -- | -- | -- | -- | -- | -- | -- | -- | -- | -- | -- | -- | -- | -- | -- | -- | -- | -- |
| Luogo     | T  | C  | T  | C  | T  | C  | T  | C  | T  | C  | T  | C  | T  | C  | T  | T  | C  | C  | T  | C  | T  | C  | T  | C  | T  | C  | T  | C  | T  | C  | T  | C  | C  | T  |
| Risultato | P  | V  | P  | V  | P  | N  | N  | N  | N  | V  | N  | P  | P  | V  | V  | P  | N  | V  | P  | N  | P  | V  | P  | V  | P  | V  | P  | N  | P  | V  | P  | V  | V  | P  |
| Posizione | 16 | 11 | 15 | 12 | 14 | 14 | 13 | 13 | 13 | 13 | 11 | 12 | 13 | 12 | 10 | 11 | 9  | 9  | 10 | 10 | 11 | 10 | 12 | 10 | 13 | 11 | 13 | 13 | 13 | 11 | 12 | 11 | 9  | 12 |

Legenda:

Luogo: C = Casa; T = Trasferta. Risultato: V = Vittoria; N = Pareggio; P = Sconfitta.

### Statistiche dei giocatori
| Giocatore    | Bundesliga | Bundesliga | Bundesliga  | Bundesliga | Coppa di Germania | Coppa di Germania | Coppa di Germania | Coppa di Germania | Totale   | Totale | Totale      | Totale     |
| Giocatore    | Presenze   | Reti       | Ammonizioni | Espulsioni | Presenze          | Reti              | Ammonizioni       | Espulsioni        | Presenze | Reti   | Ammonizioni | Espulsioni |
| ------------ | ---------- | ---------- | ----------- | ---------- | ----------------- | ----------------- | ----------------- | ----------------- | -------- | ------ | ----------- | ---------- |
| C. Beer      | 2          | 0          | 0           | 0          | 0                 | 0                 | 0                 | 0                 | 2        | 0      | 0           | 0          |
| F. Bockholt  | 31         | 0          | 0           | 0          | 2                 | 0                 | 0                 | 0                 | 33       | 0      | 0           | 0          |
| K. Bruckmann | 33         | 2          | 3           | 0          | 2                 | 0                 | 0                 | 0                 | 35       | 2      | 3           | 0          |
| M. Brücken   | 19         | 1          | 1           | 0          | 2                 | 2                 | 0                 | 0                 | 21       | 3      | 1           | 0          |
| D. Demuth    | 33         | 8          | 5           | 0          | 2                 | 2                 | 0                 | 0                 | 35       | 10     | 5           | 0          |
| K. Eigl      | 34         | 2          | 2           | 0          | 2                 | 0                 | 0                 | 0                 | 36       | 2      | 2           | 0          |
| A. Fehse     | 0          | 0          | 0           | 0          | 0                 | 0                 | 0                 | 0                 | 0        | 0      | 0           | 0          |
| J. Gelsdorf  | 32         | 4          | 3           | 0          | 2                 | 1                 | 1                 | 0                 | 34       | 5      | 4           | 0          |
| J. Glowacz   | 7          | 2          | 0           | 0          | 1                 | 0                 | 0                 | 0                 | 8        | 2      | 0           | 0          |
| H. Gniech    | 22         | 1          | 0           | 0          | 1                 | 0                 | 0                 | 0                 | 23       | 1      | 0           | 0          |
| P. Hermann   | 28         | 6          | 2           | 0          | 1                 | 0                 | 0                 | 0                 | 29       | 6      | 2           | 0          |
| D. Herzog    | 32         | 3          | 5           | 0          | 2                 | 1                 | 1                 | 0                 | 34       | 4      | 6           | 0          |
| T. Hörster   | 32         | 3          | 8           | 0          | 2                 | 0                 | 0                 | 0                 | 34       | 3      | 8           | 0          |
| P. Klimke    | 17         | 1          | 1           | 0          | 1                 | 0                 | 1                 | 0                 | 18       | 1      | 2           | 0          |
| W. Korth     | 0          | 0          | 0           | 0          | 0                 | 0                 | 0                 | 0                 | 0        | 0      | 0           | 0          |
| H. Makel     | 4          | 0          | 1           | 0          | 0                 | 0                 | 0                 | 0                 | 4        | 0      | 1           | 0          |
| K. Meul      | 0          | 0          | 0           | 0          | 0                 | 0                 | 0                 | 0                 | 0        | 0      | 0           | 0          |
| W. Posner    | 32         | 2          | 2           | 0          | 2                 | 0                 | 1                 | 0                 | 34       | 2      | 3           | 0          |
| H. Scheinert | 19         | 0          | 2           | 0          | 1                 | 0                 | 0                 | 0                 | 20       | 0      | 2           | 0          |
| K. Schulze   | 2          | 0          | 0           | 0          | 1                 | 0                 | 0                 | 0                 | 3        | 0      | 0           | 0          |
| P. Szech     | 33         | 9          | 1           | 0          | 2                 | 0                 | 0                 | 0                 | 35       | 9      | 1           | 0          |
| N. Ziegler   | 3          | 0          | 1           | 0          | 0                 | 0                 | 0                 | 0                 | 3        | 0      | 1           | 0          |